# Pedro Gonzalez

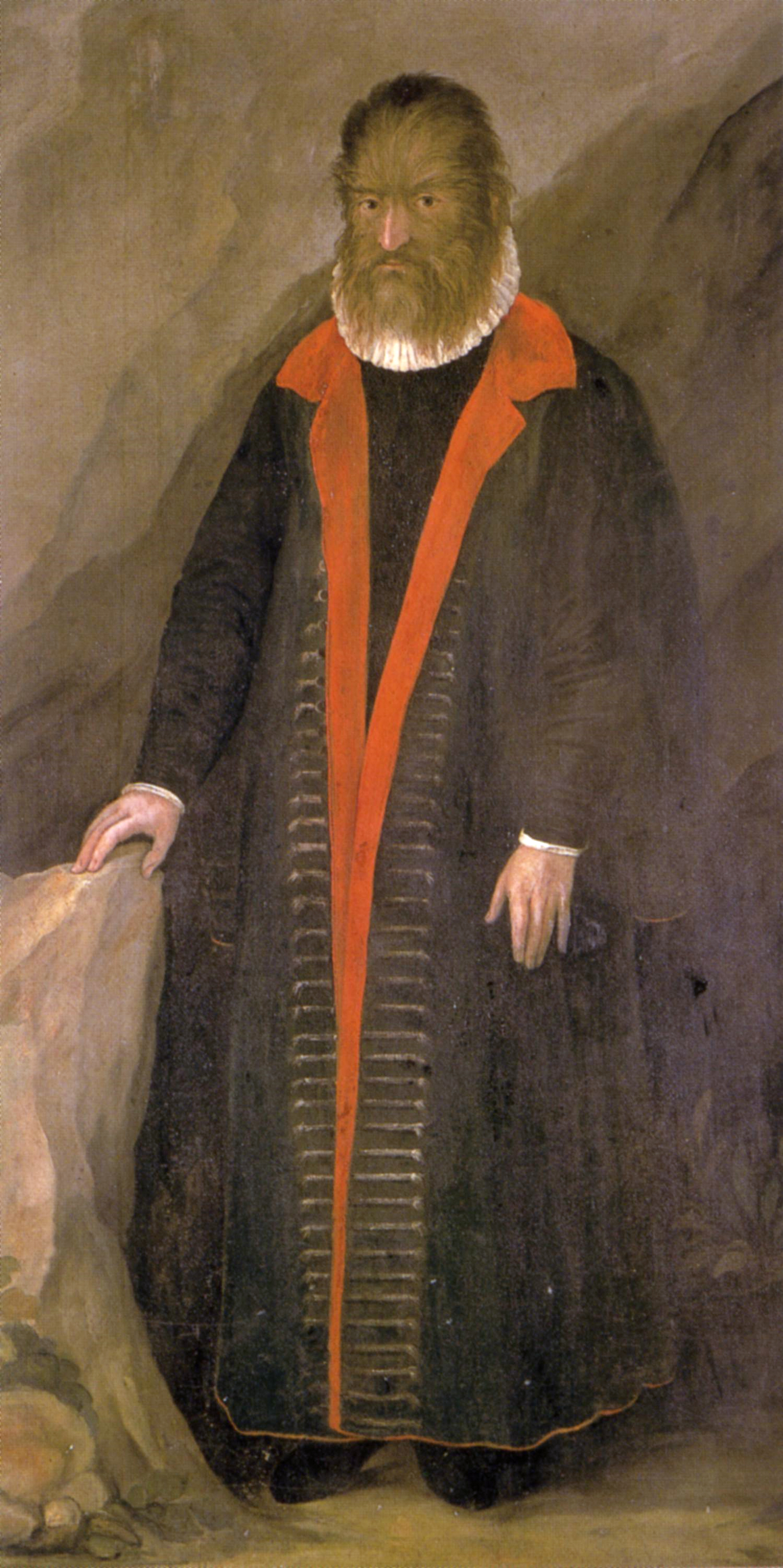
Petrus Gonsalvus

Petrus Gonsalvus (em castelhano:  Pedro González, Tenerife, 1537 - fl. 1617) referido por Ulisse Aldrovandi como "o homem do bosque", nascido em  Tenerife no ano de 1537. Tornou-se famoso durante sua vida por possuir hipertricose.

## Biografia
Gonzalez foi para a corte de Henrique II, Rei da França em 1547, e foi enviado de lá para o tribunal de Margarida de Parma, regente dos países baixos. Neste período, Pedro conheceu e casou com Catarina. Mais tarde, ele foi transferido para o tribunal de Alexandre Farnese, Duque de Parma. Quatro de seus sete filhos também foram atingidas com hipertricose universal e, devido a isto, retratados em obras. Sua família tornou-se um objeto de médicos entre outros. Apesar de ser e de agir como um nobre, Gonzalez e seus filhos muitas vezes não eram consideradas, aos olhos de seus contemporâneos, como sendo totalmente humanos. Gonzalez posteriormente, estabeleceu-se na Itália com sua esposa. O último registro dele é de 1617, quando ele foi citado na lista de presença do batismo de seu neto.
Acredita-se que o casamento entre Pedro Gonzalez e Catarina pode ter parcialmente inspirado o conto de fadas a bela e a Fera.